# BUN (カリンバ奏者)
BUN（ぶん、1966年2月13日 - ）は、日本のカリンバ、ネイティブアメリカンフルートなどの民族楽器演奏者、作曲家。

## 概要
カリンバ、絵画、ライトオブジェを創作。世界40ヶ国の国々を旅する中で、自身の音霊に目覚めソロ活動を軸にエスニック・アンサンブル・ユニット『KOH-TAO』を主宰、『Earth Conscious』やサンディーとのユニット『SandiiBunbun』に参加。
フジロックフェスティバルをはじめ国内や海外でのフェスでパフォーマンスとスキルを披露。そして石川県金澤神社での「天音天舞奉納茶会」企画公演や奈良・天河大辨天社での十七回目の奉納会など神社仏閣などで演奏もしつつ「地球一周の船旅・ピースボート」の水先案内人・講師としてライブや公演も開催。TV番組、CM、JAL国際・国内線、映画作品などに楽曲を提供し、震災以降には被災地復興支援にも力を入れ「みんなの力Live 〜今、私に出来る事 」を展開。タイ・バンコクでの震災チャリティーイベント「Bangkok TSUMUGU Japan」に出演。そして地元東京都江戸川区平井では慈善活動団体『平井サティ』（サティとはネパール語で友達）を立ち上げ地元からも世界へと発信を続ける。現在は東京都北区赤羽にArt&Space マウントムーンを構え、音楽やアートを発信し続けている。

## 参加作品リスト

### アルバム
- BUN
  - 「水の惑星」（1992年）
  - 「LoveSong#」（2007年）
- KOH-TAO
  - 「たゆたゆ」
  - 「おん」
  - 「Rhythm of Paradise」（2005年）
  - 「HEARTLAND」（2007年）
- Earth Conscious（2006年）
- 「雷雨のあとに」/ 倍音オーケストラ（2008年11月11日）
- SandiiBunbun「Kabira/花ビラ」（2009年6月2日）

### コラボレート・アルバム
- Della『休日音楽 - Peaceful Holiday 』2009 ADLIB AWARDS作品（2009年4月24日）
- 2009 COMPILATION PRIZE 編集企画賞を受賞 commmons『にほんのうた 第三集』（2009年3月4日）
- コンピレーション
  - 『SF//spiritual funtasy//psychedelic & chill out music』力塾（1999年）
  - 『観音』（2005年7月27日）

### DVD
- Della
  - 「Relax Island〜OKINAWA〜」（2006年）
  - 「屋久島 - 世界自然遺産」（2007年）

## 媒体での紹介
- 2008.12.31 音楽療法誌「theミュージックセラピー」vol.14・プロが奏でるこだわりの音——BUNさんのカリンバ。
- 2009.3.30 ヨガ雑誌「Yogini」No19 ”音が心に響く”のはなぜ?　BUNの記事が掲載。
- 2009.6.10 毎日新聞 朝刊 都内版〜カリンバ奏者・水の楽器『カリンバ』に魅せられて〜掲載。
- 2009.7.5 「北杜アートイベント」山梨日日新聞に掲載。